# Reserva Natural de Vitim
A Reserva Natural de Vitim (em russo:  Витимский заповедник) é uma área protegida na Rússia, situada numa região montanhosa a 400 quilómetros do Lado Baikal, no Oblast de Irkutsk da Sibéria. Ela cobre a parte superior do rio Vitim, um tributário esquerdo do rio Lena. A reserva protege uma grande variedade de flora e fauna característica de altas altitudes em climas continentais; isto inclui a taiga, tundra de montanha, prados sub-alpinos, entre outros. A reserva está localizada a sudeste do distrito de Bodaybinsky, Irkutsk, 150 km a este da cidade regional de Bodaybo.

## Topografia
Esta área protegida está inserida numa região montanhosa caracterizada por profundos vales moldados por rios. Ascende a partir do lago Oron, a oeste, até ao topo do tergo da Montanha Kodar, no sul e a leste da reserva. O rio Vitim corre ao longo da fronteira oeste da reserva.

## Clima e eco-região
A reserva está localizada na eco-região da taiga da Sibéria Oriental. Esta eco-região situa-se entre o rio Ienissei e o rio Lena. A sua fronteira a norte alcança o Circulo Árctico, e a sul vai até à latitude 52ºN. A vegetação dominante é composta por taiga de coníferas e lariço. Esta área é também rica em minerais.
O clima em Vitim é um clima sub-árctico, um clima local no qual, pelo menos durante um mês, a temperatura média sobe o suficiente para a neve derreter (0º C), porém não há mês algum cuja temperatura média exceda os 10 ºC.

## Eco-educação e acessos
Sendo está área uma reserva natural estrita, a Reserva Natural de Vitim encontra-se com o acesso vedado à maior parte do público geral, embora cientistas e entidades relacionadas com educação ambiental possam organizar visitas à reserva. Existem algumas rotas eco-turísticas dentro da reserva, contudo, é necessário uma permissão com antecedência, obtida junto das entidades responsáveis pela área. O escritório da reserva encontra-se na cidade de Bodaybo.